# Héros de la guerre patriotique (Azerbaïdjan)

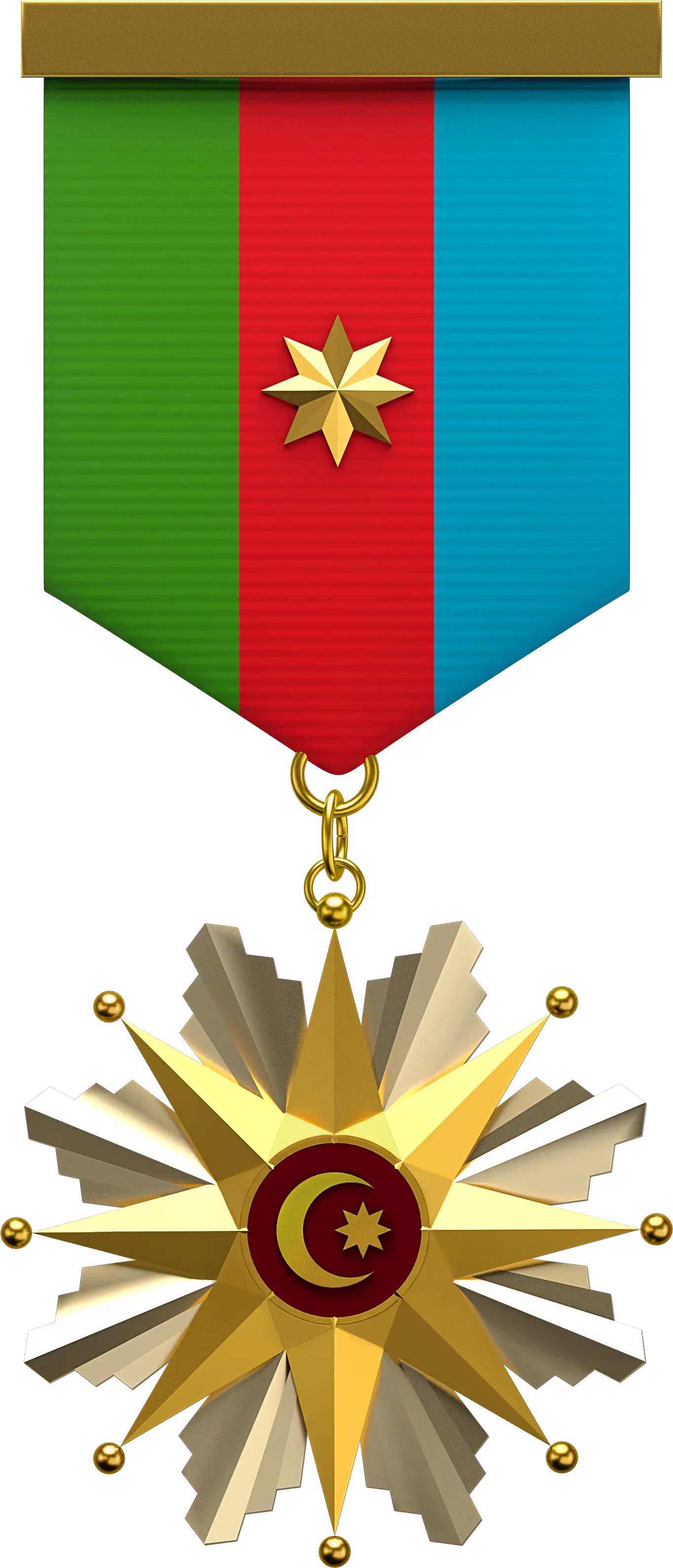

Le héros de la guerre patriotique (en azerbaïdjanais: Vətən Müharibəsi Qəhrəmanı) est le titre le plus élevé en Azerbaïdjan. Le titre a été créé par la loi "Règlement sur le titre de "héros de la guerre patriotique" de la république d'Azerbaïdjan" du 26 novembre 2020 et le décret du président de l'Azerbaïdjan, Ilham Aliyev du 1er décembre 2020. Il a été établi le l'occasion de la victoire de l'Azerbaïdjan dans la deuxième guerre du Haut-Karabakh. Son récipiendaire reçoit également la médaille du héros de la guerre patriotique.
Le titre de héros de la guerre patriotique est conféré par le président de l'Azerbaïdjan de sa propre initiative ou sur proposition du ministère de la Défense, du ministère de l'Intérieur, du service national des frontières, du service de sécurité de l'État et du renseignement extérieur. Service de l'Azerbaïdjan. Ce titre ne peut être décerné qu'une seule fois. Les héros de la guerre patriotique bénéficient des avantages prévus par la loi.

## Histoire
Le 9 décembre, le président de l'Azerbaïdjan, Ilham Aliyev a signé un décret accordant à 83 militaires, dont 34 à titre posthume, le titre de héros de la guerre patriotique. Les lauréats comprenaient Hikmat Mirzayev, le commandant des forces spéciales, Ilham Mehdiyev, le chef adjoint du Service national des frontières, ainsi que les officiers Namig Islamzadeh, Kanan Seidov et Zaur Mammadov.

## Statut
Le titre de héros de la guerre patriotique est le titre le plus élevé en Azerbaïdjan. Auparavant, le titre de héros national d'Azerbaïdjan était le titre le plus élevé du pays. Le titre est décerné pour "les mérites militaires de la défaite totale de l'ennemi, ainsi que le grand professionnalisme dans la gestion des opérations militaires ou l'héroïsme personnel dans la restauration des frontières de l'Etat de l'Azerbaïdjan". Le héros de la guerre patriotique reçoit une distinction spéciale, la médaille du héros de la guerre patriotique.

## Destinataires
- Hikmat Mirzayev, commandant des forces spéciales d'Azerbaïdjan.

- Namig Islamzadeh, commandant de la garnison de l'unité militaire «N» de l'armée de l'air azerbaïdjanaise dans le district de Kurdamir.

- Tehran Mansimov, participant à la bataille de Choucha.

- Zaur Mammadov, le premier commandant de Choucha après sa capture[6].